# Manuel Teixeira Gomes

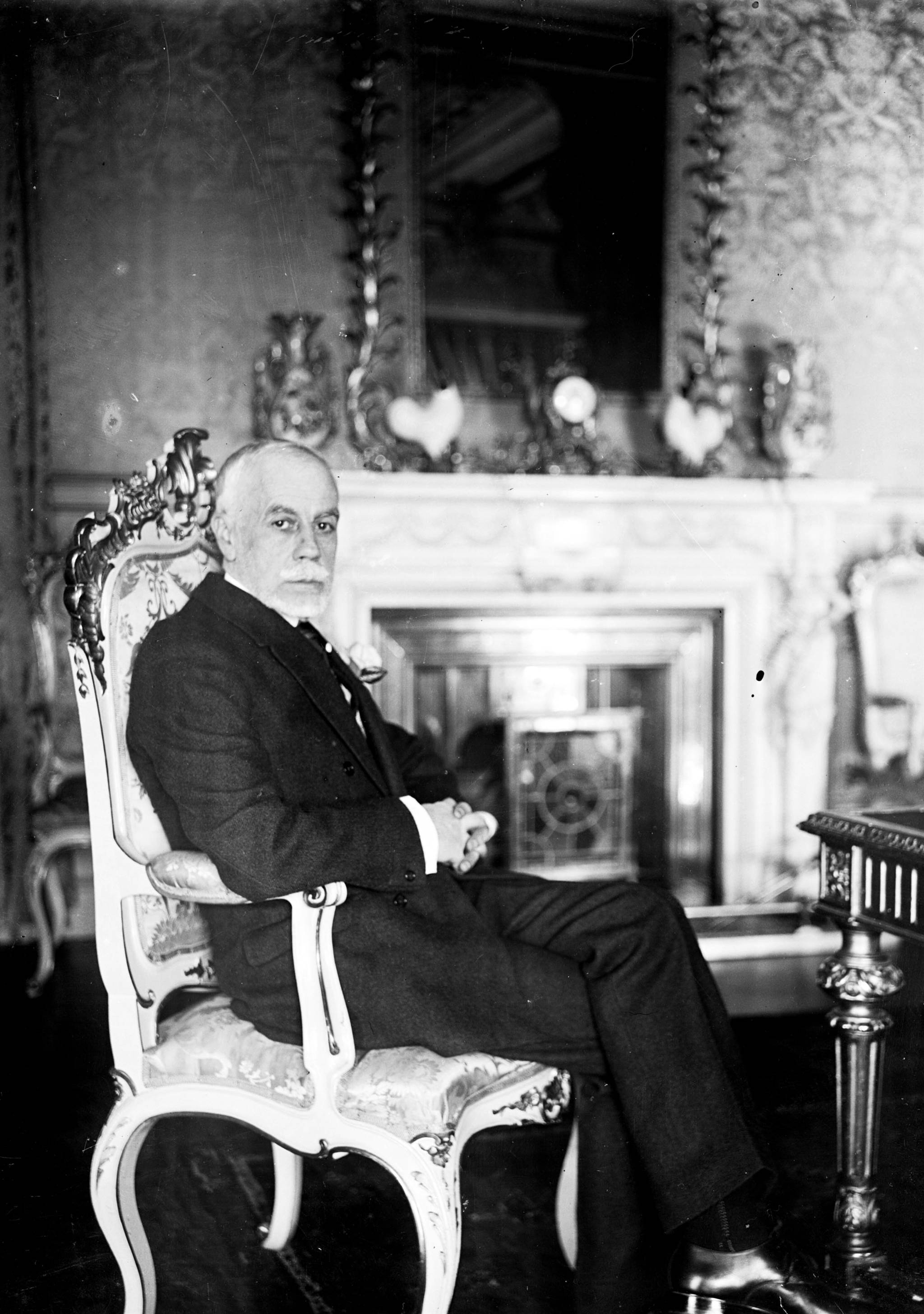
Manuel Teixeira Gomes.

Manuel Teixeira Gomes (Portimão, 27 mei 1860 - Bougie (Algerije), 18 oktober 1941) was van 1923 tot 1925 president van Portugal ten tijde van de Eerste Portugese Republiek.

## Levensloop
Geboren in de Algarve, ging hij geneeskunde studeren aan de Universiteit van Coimbra. Hij beëindigde zijn studies echter niet en werd schrijver. Als schrijver werd hij beroemd en in Portugal wordt hij beschouwd als een van de beste schrijvers in naturalistische stijl. Zijn bekendste roman is Maria Adelaide.
Als onafhankelijke kandidaat voor de gematigde Liberaal Republikeinse Partij kwam hij op bij de presidentsverkiezingen van 1923. Hij werd verkozen en legde op 6 oktober 1923 de eed af. Zijn tegenkandidaat was de vroegere president Bernardino Machado, kandidaat voor de Portugese Republikeinse Partij. Op 11 december 1925 moest hij aftreden na een heftige lastercampagne tegen hem, geleid door premier António Maria da Silva.
Vervolgens verhuisde hij naar Bougie, in Algerije, en keerde nooit meer terug naar Portugal. Vanuit Bougie voerde hij oppositie tegen het fascistische regime van António de Oliveira Salazar dat in 1932 aan de macht kwam, de zogenaamde Estado Novo.
Manuel de Arriaga · Teófilo Braga · Bernardino Machado · Sidónio Pais · João do Canto e Castro · António José de Almeida · Manuel Teixeira Gomes · Bernardino Machado · Mendes Cabeçadas · Gomes da Costa · António Óscar Carmona · António de Oliveira Salazar · Francisco Craveiro Lopes · Américo Tomás · António de Spinola · Francisco da Costa Gomes · António Ramalho Eanes · Mário Soares · Jorge Sampaio · Aníbal Cavaco Silva · Marcelo Rebelo de Sousa
- Biblioteca Nacional de España: XX922067
- Bibliothèque nationale de France: cb11986964p (data)
- Gemeinsame Normdatei: 118935976
- International Standard Name Identifier: 0000 0001 0654 2466
- Library of Congress Control Number: n84216947
- Nationale Bibliotheek van Tsjechië: kup20000000100761
- Nationale Bibliotheek van Israël: 987007280059905171
- Nederlandse Thesaurus van Auteursnamen: 068948344
- Istituto Centrale per il Catalogo Unico: PUVV235116
- Système universitaire de documentation: 027933725
- Virtual International Authority File: 50024910
- WorldCat: E39PBJhCJktrqhJ3FBdf8XqJDq